# Antonio Rincon
Antonio Rincon (in spagnolo: Antonio Rincón, in francese: Antoine de Rincon; ... – Rivoli, 3 luglio 1541) è stato un diplomatico spagnolo naturalizzato francese.

## Biografia

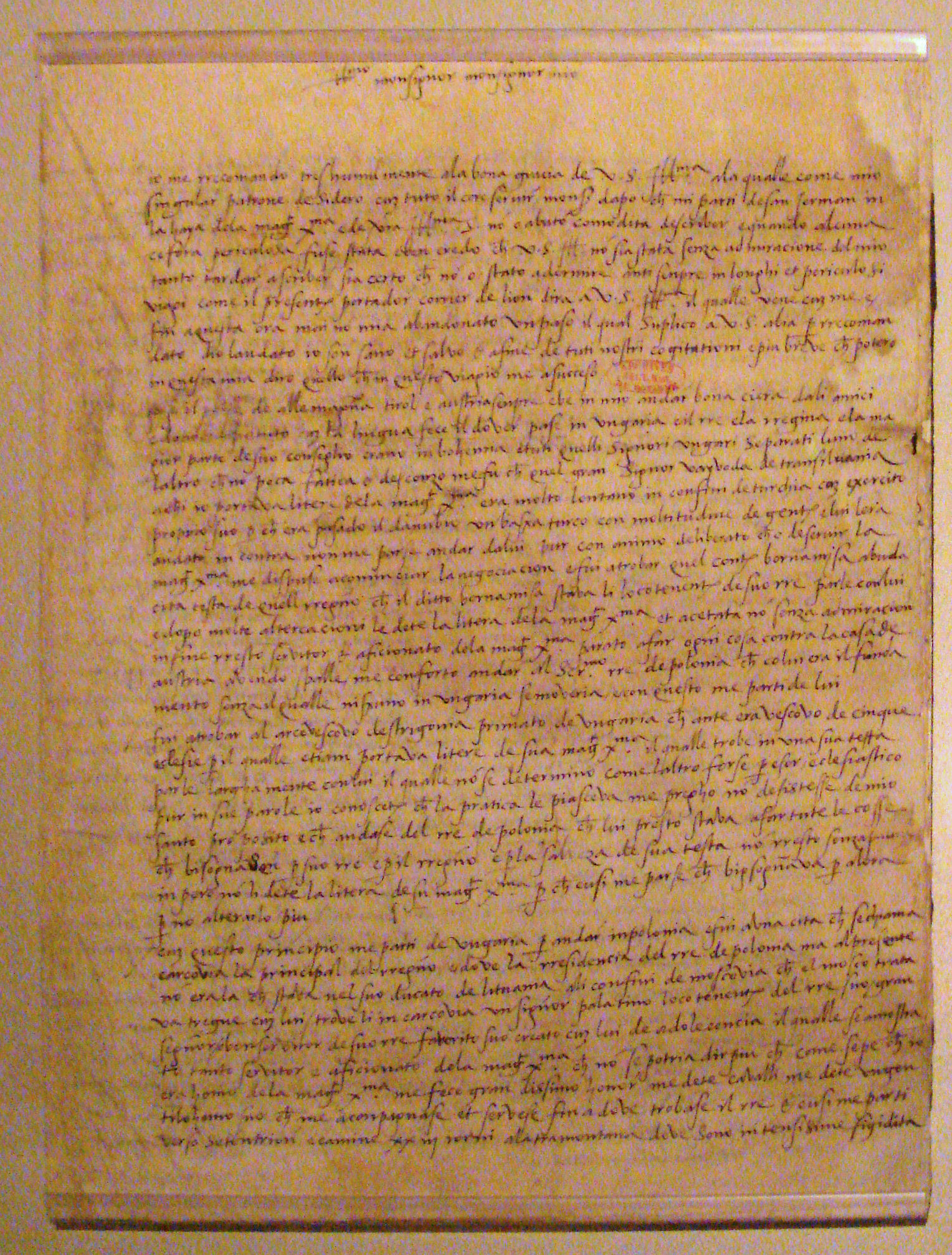
Lettera di Antonio Rincon a Guillaume Gouffier de Bonnivet riguardante le sue missioni in Ungheria e Polonia, 4 aprile 1523

Signore di Hermoles, nel 1520 Antonio Rincon prese parte, come molti altri esponenti della piccola e media nobiltà spagnola, alla rivolta dei Comuneros contro il giovane re di Spagna (poi anche Sacro Romano Imperatore) Carlo d'Asburgo.
Esiliato in Francia, entrò alla corte di Francesco I di Valois, divenendone prima Maître de l'Hôtel, quindi ambasciatore francese in Valacchia (1522-1523) e infine presso la Sublime porta (1538-1541). A Costantinopoli si adoperò alacremente per il rinnovo del trattato d'alleanza, in funzione anti-imperiale, tra il sovrano francese e il sultano Solimano il Magnifico.
Antonio Rincon soggiornò alcune volte assieme all'amico Cesare Fregoso presso il marchese Aloisio Gonzaga, che a Castel Goffredo creò una corte sfarzosa, frequentata da artisti e letterati.
Nel 1541 lasciò la capitale ottomana per fare ritorno alla corte francese. Giunto a Venezia, fu affidato alla protezione del condottiero albanese Mercurio Bua e dell'italiano Cesare Fregoso, entrambi al servizio della Serenissima, i quali avrebbero dovuto accompagnarlo dal Veneto fino a Coira, passando per la Valtellina. Il 1º luglio, i tre giunsero a Rivoli, dove s'incrontrarono con Guillaume du Bellay, governatore di Torino, che tentò vanamente di dissuaderli dal percorrere il resto del tragitto navigando sul Po, mettendoli in guardia dal pericolo che il governatore di Milano, Alfonso III d'Avalos, marchese del Vasto, cercasse di ucciderli a tradimento.
Nella notte tra il 2 e il 3 luglio, infatti, il Rincon e il Fregoso caddero sotto le lame di alcuni sicari imperiali. Con buona probabilità, l'assassinio fu compiuto dal marchese del Vasto contro il parere di Carlo V, il quale, alla vigilia della spedizione ad Algeri contro i corsari barbareschi, non avrebbe voluto correre il rischio di una rottura della tregua stipulata con Francesco I. Il governatore di Milano cercò di negare ogni addebito, ma le sue responsabilità furono ben presto palesi. Altre fonti, tuttavia, affermano che l'Imperatore fosse al corrente di tale azione, e che anzi questa fosse stata voluta da lui stesso.

I cadaveri del Rincon e del Fregoso furono ritrovati solo nell'ottobre successivo, non lontano dal luogo dell'agguato, presso la confluenza del Ticino col Po, vicino a Pavia. Tale misfatto, ad ogni modo, sollevò un fortissimo scandalo in tutte le corti d'Europa.